# Jules Barut
Jules Barut est un ingénieur et entrepreneur haut-savoyard, né en 1857 et mort en septembre 1929.

## Biographie
Ingénieur de formation, il est issu d'une famille de charpentiers d'Annecy.
Sa première réalisation fut la conception du pont de Serraval, à la fin des années 1870, puis il s'attaqua au projet de construction du deuxième tronçon de la ligne de chemin de fer Annecy-Albertville. Il est ensuite nommé à la direction du service hydraulique et des chemins de fer de l'arrondissement de Chambéry, mais il choisit ensuite de revenir sur Annecy comme conducteur de travaux des Ponts et Chaussées.
L'invention en 1894 du four électrique donne le départ d'une nouvelle ère industrielle. Jules Barut fonde en 1897 avec deux associés, les « Usines du Giffre » et la « Société d'électrochimie des Forces du Fier » (électricité). Le torrent du Giffre est idéal pour être aménagé et fournir l'électricité (houille blanche) nécessaire. 
Parallèlement, il s'est occupé de l'aménagement des réseaux routiers et ferroviaires du secteur du Giffre pour faciliter le transport de gros tonnage. Il fonde aussi la « Compagnie du tramway Annecy-Thônes » en collaboration avec le banquier Léon Laydernier et l'industriel Louis Aussedat.
Après la guerre de 14-18, il devient vice-président de la Compagnie des bateaux à vapeur du lac d'Annecy et membre de la Chambre de commerce d'Annecy (1917). En 1919, la « Société électro-métallurgique du Giffre » est fusionnée avec la « Société électrochimique » du suisse Henry Gall. 
En 1922, Jules Barut est nommé président du Comité d'électro-métallurgique de France et devient, à la suite de diverses fusions, vice-président délégué de la Société d’électrochimie, d'électrométallurgie et des aciéries électriques d'Ugine, puis vice-président de la Chambre syndicale des Forces hydrauliques.
Lors des années 1920, au niveau national, il devient administrateur de la Banque de France, conseiller du commerce extérieur et préside les conseils d'un grand nombre de sociétés industrielles.
Il meurt le 26 septembre 1929 d'un accident de voiture vers Saint-Étienne.
Une rue d'Annecy porte son nom.